# Sontje Hansen
Misjonne Juniffer Naigelino „Sontje“ Hansen (* 18. Mai 2002 in Hoorn) ist ein niederländischer Fußballer, der derzeit bei FC Middlesbrough unter Vertrag steht und auf der Position des Stürmers agiert.

## Karriere

### Verein
Hansen wechselte 2013 als Jugendspieler in die Akademie von Ajax Amsterdam. Er gab sein Debüt für Jong Ajax (die zweite Mannschaft) am 13. Dezember 2019 bei einem Auswärtsspiel gegen den SC Cambuur und erzielte gleich den Treffer zum 2:0-Endstand in der 82. Minute. Sein Debüt für die erste Mannschaft von Ajax gab er am 18. Dezember 2019 in einem KNBV-Pokalspiel gegen Telstar. Vier Tage später absolvierte er sein erstes Eredivisie-Spiel gegen ADO Den Haag. Danach war er vorwiegend in der Reservemannschaft des Klubs aktiv.
Am 8. Mai 2023 wurde bekannt gegeben, dass Hansen zu Beginn der Saison 2023/24 zum Eredivisie-Klub NEC Nijmegen wechselt und dort einen Fünfjahresvertrag unterschreibt. Am ersten Spieltag der Saison am 13. August 2023 gab er sein Debüt für den Klub und erzielte bei der 3:4-Heimniederlage gegen Excelsior Rotterdam auch sein erstes Tor für NEC.
Am 13. August 2025 unterschrieb Hansen einen Vertrag beim englischen Zweitligisten FC Middlesbrough. Die Ablösesumme wurde nicht bekannt gegeben.

### Nationalmannschaft
Von 2017 bis 2019 absolvierte Hansen insgesamt 39 Partien für diverse niederländische Jugendnationalmannschaften und erzielte dabei 17 Treffer. Er nahm mit der U-17-Auswahl 2019 an der Weltmeisterschaft teil und wurde mit 6 Treffern bester Torschütze. Im gleichen Jahr feierte er mit der Mannschaft auch den Sieg der U-17-Europameisterschaft durch einen 4:2-Finalsieg über Italien.

## Erfolge

### Nationalmannschaft
- U17-Europameister: 2019

### Persönliche Auszeichnungen
- Torschützenkönig bei der U-17-Weltmeisterschaft: 2019 (6 Tore)